# КК Алкар
КК Алкар је кошаркашки клуб из Сиња, Хрватска. Клуб је основан 1955. и тренутно се такмичи у Првој лиги Хрватске.

## Историја
Кошарка се у Сињу почела играти 1953, а две године касније је основан клуб под називом КК Текстилац. У наредним годинама клуб није имао значајнијих успеха. Клуб 1965. мења име у КК Алкар, а те исте године такмичи се у Далматинској лиги (4. лига). Након што су 1972. завршили као први на табели, клуб је играо квалификације за другу лигу, али неуспешно и нису успели изборити пласман у виши ранг. 1977. поново играју квалификације за улазак у Другу лигу, прво је побеђена екипа Краљевице (97:93), али на последњој степеници им се испречила екипа Новог Загреба, када су поражени након продужетака.
Трећи покушај да стигну до Друге лиге је био у сезони 1980/81., када је Алкар у квалификацијама са Жељезничаром, Ориоликом и Краљевицом био успешан и по први пут ушао у Другу лигу.
Клуб свој највећи успех постиже у сезони 1983/84. када стиже до финала Купа Југославије, а на путу до њега победио је прво у осмини финала Шибенку (78:77), четвртфиналу Борац Чачак (62:60) и коначно у полуфиналу Задар са 82:81. Ипак у финалу играном 20. марта 1984. у Метковићу Алкар је поражен од Босне са 92:78.
1993. Алкар улази у Прву лигу Хрватске, где остаје до сезоне 1995/96. када као претпоследњи испада у нижи ранг. Кроз квалификације у Прву лигу се враћа у сезони 2003/04., где се задржава 6 сезона, пре него што у сезони 2008/09. поново испада. У сезони 2009/10. Алкар као другопласирани у укупном скору А2 лиге иза Кварнера и првопласирани у групи Југ, улази поново у Прву лигу. Регуларни део сезоне 2010/11. Прве лиге Алкар завршава на 3. месту и пролази у лигу за првака, где заузима 7. место, што је био и најбољи лигашки резултат у клупској историји.

## Успеси
- Куп Југославије
  - Финалиста (1): 1983/84.

- Куп Хрватске
  - Финалиста (1): 2024/25.